# Jucancistrocerus jucundus
Jucancistrocerus jucundus är en stekelart som först beskrevs av Alexander Mocsáry 1883.  Jucancistrocerus jucundus ingår i släktet Jucancistrocerus och familjen Eumenidae.

## Underarter
Arten delas in i följande underarter:
- J. j. afghanus
- J. j. deceptrix